# التهاب مفصلي روماتويدي يفعي
الالتهاب المفصلي الروماتويدي اليفعي هو نوع من التهابات المفاصل الروماتويدية يحدث غالبًا لدى الأطفال تحت سن 16 سنة، وهو مشابه لالتهاب المفاصل الروماتودي عند البالغين. يتعبر من الأمراض المزمنة أي لا دواء جذري له وعلى المريض أن يتعايش مع المرض، ولكن من جهة أخرى لا يؤثر المرض على معدل عمر المريض، السبب الدقيق للمرض غالبًا غير معروف وقد يكون عدوى بكتيرية. وهو من أمراض المناعة الذاتية أي أن الجسم ينتج أجسام مضادة ضد أنسجة الجسم الطبيعية. تشمل الأماكن التي يهاجمها الجهاز المناعي المفاصل والعمود الفقري، المرض يبدأ بألم بأسفل الظهر ما يسمى الفقرات القطنية ومنتصف الظهر، مع العلم أن المرض يمكن أن يهاجم كل المفاصل في الجسم ويمشل الكاحل، مفاصل اليد، مفاصل الحوض، ويسمع المريض عند الحركة أصوات طقطقة المفاصل لأن المرض يسبب تيبسا بالمفاصل، الآلام الليلية في أسفل الظهر والرقبة عنوان المرض بسبب كثرة الأربطة والغضاريف في هذه المنطقة، المرض يسبب تعب عام وخمول، وبعد تطور المرض غالباً يسبب انتفاخ المفاصل المصابة واحمرارها. نسبة الإصابة به واحد بالمئة (1%) من السكان وهو مرض وراثي المرض يهاجم ويعيش في المفصل ويعمل على إتلاف أربطة المفصل وغضاريفه. [بحاجة لمصدر]

## الأعراض والعلامات
غالبا ما تكون أعراض التهاب المفاصل اليفعي غير محددة في البداية، وهي تتضمن الخمول، ونقص النشاط البدني، وضعف الشهية. ، وقد يعاني اطفل من عَرج. قد يشعر الأطفال أيضًا بالإعياء التام مع ظهور أعراض تشبه أعراض الأنفلونزا المستمرة. العلامة السريرية الأساسية هي انتقال الالم من مفصل إلى أخر، والتي تشمل غالبًا الركبة والكاحل والمعصم والمفاصل الصغيرة لليدين والقدمين. قد يكون من الصعب اكتشاف التورم سريريًا، خاصةً بالنسبة للمفاصل مثل المفاصل الشوكية، والمفصل العجزي الحرقفي، والكتف، والورك، والفك، حيث تكون تقنيات التصوير مثل الموجات فوق الصوتية أو التصوير بالرنين المغناطيسي مفيدة جدًا.
الألم عرض هام. تصلب المفاصل عند الاستيقاظ صباحًا ويستمر لثلاثين دقيقة ثم يتحسن بعد فترة وجيزة من النشاط وتعد السمنة من العلامات الشائعة للمرض. المضاعفات المتأخرة لالتهاب المفاصل الروماتويدي تشمل تيبس المفاصل واعوجاجها بسبب التليف) وتلف المفاصل. الأطفال الذين يعانون من التهاب المفصل اليفعي يختلفون في الدرجة التي يتأثرون بها بأعراض معينة. قد تختلف الأعراض أيضًا بين الجنسين، ويتأثر الفتيات والفتيان بشكل مختلف بين المواقع الجغرافية المختلفة. ومن المتوقع أن يكون ذلك بسبب الاختلافات البيولوجية في المناطق الجغرافية المختلفة. قد يعاني الأطفال أيضاً من تورم المفاصل (تورم التهابي، أو التهاب مفصلي مزمن بسبب تزايد الغشاء الزلالي وتكثيفه، وتورم الأنسجة الرخوة حول المفصل).

### خارج المفصل
مرض العين: يرتبط التهاب المفاصل اليفعي بالالتهاب في مقدمة العين (وبالتحديد التهاب القزحية والجسم الهدبي، وهو شكل من أشكال التهاب العنبية الأمامية المزمن)، والذي يصيب حوالي طفل واحد بين كل خمسة أشخاص يعانون من التهاب المفاصل اليفعي، معظمهم من الفتيات. عادة ما تكون هذه المضاعفات بدون أعراض ويمكن اكتشافها من قبل أخصائي بصريات متخصص أو طبيب عيون باستخدام مصباح شقي. تشمل سمات المصباح الشقي اللاحقة التصاقات القزحية. يتم تسجيل معظم الأطفال الذين يعانون من التهاب المفاصل اليفعي في برنامج فحص بالمصباح الشقي، حيث أن التهاب العنبية الأمامية المزمن شحيح السيطرة عليه قد يؤدي إلى تلف دائم في العين، بما في ذلك العمى.
اضطراب النمو: قد يتطور لدى الأطفال الذين يعانون من الالتهاب المفصلي اليفعي انخفاض في معدل النمو الكلي، خاصة إذا كان المرض يتضمن العديد من المفاصل أو أنظمة الجسم الأخرى. ومن المفارقات، أن المفاصل الكبيرة المتأثرة بشكل فردي (مثل الركبة) قد تنمو بشكل أسرع، بسبب زيادة تدفق الدم الناتج عن الالتهاب إلى ألواح نمو العظام الموجودة بالقرب من المفاصل. يمكن أن يؤدي ذلك إلى تباين طول الساق، وكذلك التشوهات مثل الركبة الروحاء. النمو غير المتكافئ يمكن أن يؤثر أيضا على عظام أخرى، على سبيل المثال. التباين في أطوال الأصابع. يمكن رؤية الاختلافات الواضحة في عمر العظام (نضوج الهيكل العظمي).

### المضاعفات
التهاب المفاصل اليفعي اضطراب مزمن، والذي إذا أهُمل يمكن أن يؤدي إلى مضاعفات خطيرة.المتابعة الصحيحة مع المتخصصين الصحيين يمكن أن تقلل كثيرًا من فرصة تطور المضاعفات.
شكل من أشكال التهاب العين يسمى التهاب القزحية شائع مع بعض أنواع التهاب المفصل اليفعي.. يمكن للعيون الملتهبة، إذا تركت بدون علاج أن تؤدي إلى الجلوكوما (الماء الأزرق)، والندوب، وإعتام عدسة العين، وحتى العمى. غالبا ما يحدث التهاب العين بدون أعراض، أو عندما يكون التهاب المفاصل اليفعي في حالة إنفراج، لذلك من المهم أن يحصل جميع الأطفال على فحوصات دورية للعين من طبيب العيون. وجود ANA هو مؤشر على تأثرالعين (شائع في التهاب المفاصل القليلة من النوع اليفعي).
يكون تأخر النمو شائعا في الأطفال الذين يعانون من التهاب المفاصل اليفعي. وعلاوة على ذلك، فإن الأدوية (الكورتيكوستيرويد) المستخدمة لعلاج التهاب المفاصل اليفعي لها آثار جانبية قوية يمكن أن تحد من النمو. قد تشمل المشاكل الأخرى في الجهاز العضلي الهيكلي التقلصات المفصلية، وضعف العضلات أو فقدان العضلة، وهشاشة العظام.
يمكن للأطفال الذين يؤخرون العلاج أو لا يشاركون في العلاج الطبيعي، أو الأطفال الذين يعانون من مرض شديد، في كثير من الأحيان تتطور لديهم تشوهات المفاصل في اليد والأصابع. مع مرور الوقت، تفقد اليد وظيفتها ويكاد يكون من المستحيل استعادتها.

## الأسباب
سبب التهاب المفاصل اليفعي لا يزال غير معروف. ومع ذلك، فإنه اضطراب مناعة ذاتية - بمعني أن الجهاز المناعي الخاص بالجسم يبدأ في مهاجمة وتدمير الخلايا والأنسجة (خاصة في المفاصل) لسبب غير واضح. يُعتقد أن الجهاز المناعي يتم تحفيزه عن طريق تغيرات في البيئة، إلى جانب الطفرات في العديد من الجينات المرتبطةو/أو الأسباب الأخرى للتعبير التفاضلي للجينات. أظهرت الدراسات التجريبية أن بعض الفيروسات المتحورة قد تكون قادرة على تحفيز التهاب المفاصل اليفعي. يبدو أن المرض أكثر شيوعًا عند الفتيات، والمرض شائع جدًا في القوقازيين.

العوامل المرتبطة التي قد تزيد من سوء أو ترتبط بالتهاب المفاصل الروماتويدي تتضمن:
- الاستعداد الوراثي: عندما يتم تشخيص أحد أفراد العائلة بالتهاب المفاصل الروماتويدي أو أي اضطراب آخر في المناعة الذاتية، تكون هناك احتمالية أعلى لأفراد الأسرة الآخرين أو الأشقاء أنهم قد يصابون أيضًا بالتهاب المفاصل.

- الإناث أكثر عرضة للإصابة بالتهاب المفاصل الروماتويدي من الذكور في جميع الأعمار.

- يوجد اعتقاد قوي أن الضغط النفسي قد يؤدي إلى زيادة سوء أعراض التهاب المفاصل الروماتويدي. ومع ذلك، عندما يكون الضغط النفسي تحت السيطرة، فإن أعراض التهاب المفاصل لا تختفي دائمًا، مما يشير إلى أن الارتباط ليس صريحا.

- على الرغم من أنه لم يتم عزل أي عامل مناعي معين كسبب لالتهاب المفاصل، يعتقد بعض الخبراء أن العامل المؤثر قد يكون شيئا مثل الفيروس الذي يختفي من الجسم بعد حدوث ضرر دائم.

- لأن التهاب المفاصل الروماتويدي أكثر شيوعا في النساء، فربما تلعب الهرمونات الجنسية دورا في التسبب في التهاب المفاصل أو تعديله. ولسوء الحظ، لم يظهر أن نقص الهرمون الجنسية أو استبدالها يؤدي إلى تحسين أو سوء التهاب المفاصل.[11]

سبب التهاب المفاصل اليفعي، كما توحي كلمة «مجهول السبب»، غير معروف ومنطقة للبحث النشط. يشير الفهم الحالي لالتهاب المفاصل اليفعي إلى أنه ينشأ في فرد مستعد جينيا بسبب العوامل البيئية.

## التشخيص
تشخيص التهاب المفاصل اليفعي أمر صعب لأن آلام المفاصل لدى الأطفال يمكن أن تكون لأسباب أخرى كثيرة. لا يوجداختبار واحد لتأكيد التشخيص، ويستخدم معظم الأطباء مجموعة من اختبارات الدم والأشعة السينية والعرض السريري لإجراء التشخيص الأولي لالتهاب المفاصل اليفعي. تقيس اختبارات الدم الأجسام المضادة والعامل الروماتويدي. لسوء الحظ، لا يوجد العامل الروماتويدي في جميع الأطفال المصابين بالتهاب المفاصل اليفعي. علاوة على ذلك، ففي بعض الحالات، يكون فحص الدم طبيعيًا بدرجة ما. يتم عمل الأشعة السينية للتأكد من أن ألم المفاصل ليس بسبب كسر أو سرطان أو عدوى أو خلل خلقي.
في معظم الحالات، يتم سحب السائل من المفصل ويُحلل. يساعد هذا الاختبار في كثير من الأحيان في تشخيص التهاب المفاصل اليفعي من خلال استبعاد الأسباب الأخرى لألم المفاصل.

### التشخيص التفريقي
أحد التشخيصات التفريقية المحتملة لالتهاب المفاصل اليفعي هو مرض فاربر، وهو اضطراب وراثي نادر ومميت يتعلق بالجسيم الحالّ ينتج عن نقص في إنزيم حمض سيراميداز. لديه أعراض مشابهة لالتهاب المفاصل اليفعي بما في ذلك التبادل، والتصلب، والألم في المفاصل. هذه الاضطرابات في المفاصل تكون تقدمية وتتطور خلال مرحلة الطفولة المبكرة لدى المريض الذي يعاني من مرض فاربر. المرضى الذين يعانون من مرض فاربر عادة ما يكون لديهم عقيدات تحت الجلد وصوت أجش أو ضعيف بسبب نمو العقيدات على الحنجرة. يمكن تأكيد تشخيص مرض فاربر عن طريق التسلسل الجيني.
يوجد العديد من الاضطرابات والأمراض الأخرى التي تظهر بأعراض مشابهة لالتهاب لمفاصل اليفعي. أحد الاحتمالات يمكن أن يكون سرطان الدم الليمفاوي الحاد لدى الأطفال والذي سيظهر فيه على الأطفال آلام المفاصل والتهاب المفاصل بسبب التوسع في اللمفاويات في الكراديس العظمية. قلة الصفائح وكثرة الخلايا الليمفاوية نادرة في الأطفال وينبغي البحث عنها عند تحديد سبب آلام المفاصل لأن كلاهما يظهر في الأطفال المصابين بسرطان الدم. متلازمة بهجت مرض متعدد الأجهزة مع أعراض مشابهة أيضا لالتهاب المفاصل اليفعي. السبب غير معروف ويؤدي إلى التهاب متعدد الأجهزة. يمكن أن تتطور إلى القرحة القلاعية، والتقرحات التناسلية، وكذلك العمى من التهاب القزحية. يمكن للأعراض الإضافية وعمر بداية المرض، في متلازمة بهجت التي نادراً ما يتم تشخيصها قبل سن المدرسة، أن تساعد في التمييز. يمكن أيضًا الخلط بين مرض لايم والتهاب المفاصل اليفعي بسبب التهاب المفاصل الذي يتطور إذا ترك دون علاج أو لم يتم تشخيصه. التهاب المفاصل الجهازي الذي يؤثر على مفاصل متعددة يمكن أن يحاكي التهاب المفاصل الناتج عن التهاب المفاصل اليفعي. لاستبعاد مرض لايم يمكن إجراء اختبار الدم إلايزا للتعرف على الأجسام المضادة نحو البكتيريا التي تؤدي إلى مرض لايم.

### التصنيف
الأنواع الثلاثة الرئيسية من التهاب المفاصل اليفعي هي قليلة المفاصل، ومتعددة المفاصل، والجهازية.
|  |  |  |  |  |  |                           |                           |                           |                           |                           |                           |  |  |  |  |                                |                                |                                |                                | التهاب المفاصل اليفعي          |                                |  |  |  |  |                                        |                                        |                                        |                                        |                                        |                                        |  |  |  |  |                                         |                                         |                                         |                                         |                                         |                                         |
|  |  |  |  |  |  |                           |                           |                           |                           |                           |                           |  |  |  |  |                                |                                |                                |                                |                                |                                |  |  |  |  |                                        |                                        |                                        |                                        |                                        |                                        |  |  |  |  |                                         |                                         |                                         |                                         |                                         |                                         |
|  |  |  |  |  |  |                           |                           |                           |                           |                           |                           |  |  |  |  |                                |                                |                                |                                |                                |                                |  |  |  |  |                                        |                                        |                                        |                                        |                                        |                                        |  |  |  |  |                                         |                                         |                                         |                                         |                                         |                                         |
|  |  |  |  |  |  | التهاب قليل المفاصل (60%) | التهاب قليل المفاصل (60%) | التهاب قليل المفاصل (60%) | التهاب قليل المفاصل (60%) | التهاب قليل المفاصل (60%) | التهاب قليل المفاصل (60%) |  |  |  |  | داء استيل / التهاب جهازي (15%) | داء استيل / التهاب جهازي (15%) | داء استيل / التهاب جهازي (15%) | داء استيل / التهاب جهازي (15%) | داء استيل / التهاب جهازي (15%) | داء استيل / التهاب جهازي (15%) |  |  |  |  | التهاب متعدد المفاصل/التهاب حدثي (10%) | التهاب متعدد المفاصل/التهاب حدثي (10%) | التهاب متعدد المفاصل/التهاب حدثي (10%) | التهاب متعدد المفاصل/التهاب حدثي (10%) | التهاب متعدد المفاصل/التهاب حدثي (10%) | التهاب متعدد المفاصل/التهاب حدثي (10%) |  |  |  |  | التهاب المفاصل الفقارية سلبي المصل (5%) | التهاب المفاصل الفقارية سلبي المصل (5%) | التهاب المفاصل الفقارية سلبي المصل (5%) | التهاب المفاصل الفقارية سلبي المصل (5%) | التهاب المفاصل الفقارية سلبي المصل (5%) | التهاب المفاصل الفقارية سلبي المصل (5%) |

#### قليل المفاصل
يؤثر التهاب المفاصل اليفعي (قليل المفاصل) على أربعة أو أقل من المفاصل في الأشهر الستة الأولى من المرض.
يستخدم مسمى قليل المفاصل "Oligoarticular" مع مصطلح التهاب المفاصل اليفعي، بينما يستخدم قليل المفاصل"pauciarticular" مع مصطلح التهاب المفاصل الروماتويدي.
المرضى الذين يعانون من التهاب المفاصل اليفعي قليل المفاصل تكون لديهم في كثير من الأحيان ANA إيجابية، بالمقارنة مع أنواع أخرى من التهاب المفاصل اليفعي.
يمثل هذا النوع حوالي 50 ٪ من حالات التهاب المفاصل اليفعي، وعادة ما يشمل المفاصل الكبيرة مثل الركبتين والكاحلين والمرفقين، ولكن قد تتأثر المفاصل الأصغر (مثل أصابع اليدين والقدمين)أيضًا. لا يتأثر مفصل الورك على عكس التهاب المفاصل اليفعي متعدد المفاصل. عادة لا يكون متطابق، بمعنى أن المفاصل المـتأثرة تقع على أحد جانبي الجسم وليس على الجانبين في نفس الوقت. غالبا ما يحدث تباين في الطول وضمور في العضلات، مما يؤدي إلى نمو غير متماثل ومخاطر تقفع الانثناء. المرضى منذ بداية الطفولة المبكرة معرضون لخطر الإصابة بالتهاب القزحية والجسم الهدبي أو التهاب العنبية الأمامي، وهو التهاب في العين. غالبا ما تمر هذه الحالات دون ملاحظة؛ لذلك، ينبغي مراقبة هؤلاء الأطفال عن كثب بواسطة طبيب عيون. إذا كان ANA إيجابي، يحتاج المريض إلى فحص العين الروتيني كل 3 أشهر. إذا كان ANA سلبي وأكبر من 7 سنوات، يمكنهم الخضوع لفحص العين كل 6 أشهر. الأطفال الذين يعانون من التهاب المفاصل اليفعي قليل المفاصل الذي ظهر في وقت متأخر معرضون لخطر الإصابة بالتهاب المفصل العجزي الحرقفي واعتلال الفقار. يؤثر التهاب المفاصل اليفعي قليل المفاصل الذي يظهر متأخراعلى الأولاد في كثير من الأحيان أكثر من الفتيات ويرتبط بوجود HLA-B27.

#### متعدد المفاصل
يؤثر التهاب المفاصل اليفعي متعدد المفاصل على خمسة أو أكثر من المفاصل في أول 6 أشهر من المرض. هذا النوع الفرعي يمكن أن يشمل الرقبة والفك، وكذلك المفاصل الصغيرة التي غالبا ما تتأثر. هذا النوع من التهاب المفاصل اليفعي يكون أكثر شيوعا في الفتيات منه في الفتيان. ويمثل حوالي 40 ٪ من حالات التهاب المفاصل اليفعي.
عادة، تتأثر المفاصل الصغيرة في التهاب المفاصل اليفعي متعدد المفاصل، مثل الأصابع واليدين، على الرغم من كون المفاصل الحاملة للوزن مثل الركبتين والوركين والكاحلين قد تتأثر أيضًا. عادة ما تكون المفاصل المتأثرة متقابلة، مما يعني أنها تؤثر على كلا المفصلين على جانبي الجسم (مثل كلا المعصمين). الأطفال المصابين بالتهاب المفاصل اليفعي متعدد المفاصل معرضون لخطر الإصابة بالتهاب القزحية والجسم الهدبي أو التهاب العنيبة، وتجب مراقبتهم من قبل مصحح البصرأو أخصائي العيون . قد يكون عامل الروماتويد إيجابيا، أي إيجابي المصل، في الأطفال الذين يعانون من التهاب المفاصل اليفعي متعدد المفاصل الذي يحدث بين 9 و 16 سنة من العمر ويرتبط بوجود HLA DR4 و HLA DW4. هذه المجموعة لديها توقعات أسوأ مع حوالي 50 ٪ تتطور إلى التهاب المفاصل الحاد مسبب العجز، وتستمر حتى البلوغ. إنه سلبي عمومًا في التهاب المفاصل اليفعي الذي يحدث في سن أقل من 10 سنوات مع عملية مرضية أقل شدة ويستجيب بشكل أفضل للعلاج. تعد إيجابية المصل نادرة عند الأطفال الذين يعانون من التهاب المفاصل الجهازي. نظرًا لوجود عدد أكبر من المفاصل المتأثرة بالتهاب المفاصل اليفعي متعدد المفاصل، بالإضافة إلى الميل إلى زيادة سوءالحالة مع مرور الوقت، يجب معالجة التهاب المفاصل اليفعي متعدد المفاصل بشكل قوي.

#### الجهازي
يتميز التهاب المفاصل اليفعي الجهازي بالتهاب المفاصل، والحمى، التي عادة ما تكون أعلى من الحمى منخفضة الدرجة المرتبطة بالتهاب المفاصل المتعدد، وطفح السلمون الوردي. يمثل حوالي 10-20 ٪ من التهاب المفاصل اليفعي ويؤثر على الذكور والإناث بالتساوي، على عكس النوعين الفرعيين الآخرين من التهاب المفاصل اليفعي، ويؤثر على المراهقين.وهو يتضمن بصفة عامة كلا من المفاصل الكبيرة والصغيرة. يمكن أن يمثل التهاب المفاصل اليفعي الجهازي تحديا للتشخيص لأن الحمى والطفح الجلدي يأتيان ويذهبان. يمكن أن تحدث الحمى في نفس الوقت من كل يوم أو مرتين في اليوم (غالبا بعد الظهر متأخرا أو في المساء) مع عودة سريعة تلقائية إلى الحرارة العادية (مقابل التهاب المفاصل الإنتاني ذو الحمى المستمرة). الطفح الجلدي عبارة عن لطخات منفصلة ذات لون السلمون الوردي وذات أحجام مختلفة. وهو ينتقل إلى أماكن مختلفة على الجلد، ونادراً ما يستمر في مكان واحد أكثر من ساعة. يظهر الطفح بشكل شائع على الجذع والأطراف القريبة أو على مناطق الضغط.
قد يتضمن التهاب المفاصل اليفعي الأعضاء الداخلية - تضخم الكبد والطحال، اعتلال العقد اللمفاوية، التهاب المصل، التهاب الكبد، التهاب زلال الوتر، إلخ.
ويعرف أيضا باسم «التهاب المفاصل الروماتويدي الشبابي جهازي البداية».
يرتبط بهذه الحالة تعدد الأشكال في عامل تثبيط هجرة البلاعم.
يعرف أحيانا باسم«مرض استيل الذي يصيب المراهقين»، لتمييزه عن مرض اسيتل الذي يعاني منه البالغين. ومع ذلك، تشير بعض الأدلة إلى أن الحالتين مرتبطتين بشكل وثيق.
العامل الروماتويدي وANA سلبيان عمومًا في التهاب المفاصل اليفعي الجهازي.

#### أنواع أخرى
يُضمّن بعض الأطباء نوعين آخرين، أقل شيوعا: التهاب المفاصل ذو الصلة بالتهاب الارتكاز والتهاب المفاصل الصدفي. التهاب الارتكاز هو التهاب في نقاط إدخال الأوتار. يحدث هذا النوع غالبًا في الأولاد الأكبر من سن 8، وتتأثر المفاصل الكبيرة من الأطراف السفلية عمومًا؛ وبشكل مميز، فهو يسبب آلام الظهر، ويرتبط بالتهاب الفقار القسطي وأمراض التهاب الأمعاء. يحدث التهاب المفاصل الروماتويدي الصدفي في أغلب الأحيان عند الفتيات، بالاقتران مع الصدفية أو أيا من هاتين السمتين - أي حلمة الأصابع وتنقير الأظافر، على الرغم من أن مشاكل المفاصل قد تسبق الأعراض الجلدية بعدة سنوات.

## العلاج
تتم أفضل معالجة لالتهاب المفاصل اليفعي بواسطة فريق متعدد التخصصات. التركيز الرئيسي لعلاج النهاب المفاصل اليفعي هو مساعدة الطفل على استعادة المستوى الطبيعي من الأنشطة البدنية والاجتماعية. يتم تحقيق ذلك عن طريق استخدام العلاج الطبيعي، واستراتيجيات التعامل مع الألم، والدعم الاجتماعي.التركيز الآخر للعلاج هو السيطرة على الالتهابات والأعراض خارج المفاصل بسرعة.القيام بذلك يمكنه أن يساعد على تقليل تلف المفاصل والأعراض الأخرى، مما يساعد على تقليل مستويات الضرر الدائم الذي يؤدي إلى الإعاقة.
تم تحقيق تقدمات مفيدة في العلاج الدوائي على مدى العشرين سنة الأخيرة. يتم علاج معظم الأطفال بالأدوية المضادة للالتهاب غير الستيرويدية وحقن الكورتيكوستيرويدات داخل المفصل. ميثوتريكسات، دواء مضاد للروماتيزم معدِّل للمرض وهو دواء قوي يساعد على منع التهاب المفاصل في غالبية مرضى التهاب المفاصل اليفعي (JIA) المصابين بالتهاب المفاصل المتعدد  (على الرغم من كونه أقل فائدة في التهاب المفاصل الجهازي).تم تطوير عقاقير جديدة مؤخرًا، مثل مثبط عامل نخر الورم، مثل إيتانرسبت. لا يوجد دليل خاضع للسيطرة يدعم استخدام العلاجات البديلة مثل الاستثناءات الغذائية المحددة أو المعالجة المثلية أو الوخز بالإبر. ومع ذلك، ثبت أن زيادة استهلاك أحماض أوميغا 3 الدهنية كانت ذات فائدة في دراستين صغيرتين.
وجد أن سيليكوكسيب فعال في دراسة واحدة.
تشمل الأوجه الأخرى لعلاج التهاب المفاصل اليفعي العلاج الطبيعي والوظيفي. يمكن أن يوصي المعالجون بأفضل نشاط وأيضا صنع معدات الوقاية. علاوة على ذلك، قد يتطلب الطفل استخدام دعامات خاصة أو أجهزة متنقلة أو جبائر لمساعدته على التجول والعمل بشكل طبيعي.
تستخدم الجراحة فقط لعلاج الحالات الشديدة من التهاب المفاصل اليفعي. في كل الحالات، يتم استخدام الجراحة لإزالة الندوب وتحسين وظيفة المفصل.
تتضمن العلاجات المنزلية التي قد تساعد التهاب المفاصل اليفعي الحصول على تمارين منتظمة لزيادة قوة العضلات ومرونة المفاصل. قد تكون السباحة أفضل نشاط لجميع الأطفال المصابين بالتهاب المفاصل اليفعي. يمكن أيضًا تخفيف التصلب والتورم باستخدام القوالب الباردة، لكن يمكن أيضًا أن يحسن الحمام الدافئ أو الاستحمام من حركة المفصل.
في المستقبل، قد يكون الاختبار الجيني متاحا مما يسمح بالاكتشاف المبكر لالتهاب المفاصل اليفعي. سيساعد الاكتشاف المبكر في تحديد شدة المرض في كل طفل ويساعد في تحديد العلاجات التي ستكون أكثر خيارات العلاج فعالية وفائدة.

### التداوي
عادة ما يتضمن النهج الشائع لمعالجة الطفل المصاب بالتهاب المفاصل اليفعي فريق من المختصين الطبيين بما في ذلك أخصائيي الروماتيزم، والمعالج الطبيعي المهني، والمعالج الفيزيائي، والممرضة والأخصائي الاجتماعي.
دور المعالج المهني والمعالج الطبيعي هو مساعدة الأطفال على المشاركة بشكل كامل ومستقل بقدر الإمكان في أنشطتهم اليومية أو «الوظائف»، من خلال منع الاعتماد النفسي والجسدي. والهدف هو زيادة جودة الحياة إلى أقصى حد، والتقليل إلى أدنى حد من تعطل حياة الطفل والأسرة. يعمل المعالجين المهنيين مع الأطفال وعائلاتهم والمدارس، من أجل التوصل إلى خطة فردية تعتمد على حالة الطفل والحدود والقوى والأهداف. يتم تحقيق ذلك من خلال التقييمات المستمرة لقدرات الطفل ووظائفه الاجتماعية. قد تتضمن الخطة استخدام مجموعة متنوعة من الأجهزة المساعدة، مثل الجبائر، التي تساعد الشخص في أداء المهام. قد تتضمن الخطة أيضا تغييرات في المنزل، وتشجيع استخدام المفاصل غير المتأثرة، إلى جانب تزويد الطفل وعائلته بالدعم والتثقيف حول المرض واستراتيجيات التعامل معه. سيتم تغيير تدخلات المعالج المهني وفقا لتقدم وانفراج الالتهاب اليفعي، من أجل تعزيز الاكتفاء الذاتي المناسب للعمر. التدخل المبكر للمعالج المهني ضروري. يمكن للتدخلات التي يتم تعليمها بواسطة المعالج المهني مساعدة الطفل على التكيف والتأقلم مع تحديات التهاب المفاصل اليفعي لبقية حياته.

### الرعاية الذاتية
يمكن للمعالج المهني / المعالج الفيزيائي تقديم العديد من الاستراتيجيات لمساعدة الأطفال في روتينهم لارتداء الملابس. يمكن استخدام الملابس ذات الفتحات السهلة والفيلكرو، إلى جانب الأجهزة، مثل سنارات التزرير ويمكن استخدام سحابات السّحَاب. بالنسبة للأطفال الذين يجدون صعوبة في الانحناء، يُنصح باستخدام أداة مساعدة طويلة ومساعدة في ارتداء الجوارب. قد يشرح المعالج المهني أيضا للأطفال كيفية الجلوس أثناء ارتداء الملابس حتى يتم وضع ضغط أقل على المفاصل.
يمكن للمعالج المهني / المعالج الفيزيائي مساعدة الأطفال على الحفاظ على النظافة من خلال التوصية بالأجهزة المساعدة. بالنسبة للأطفال الذين يواجهون صعوبة في الوصول إلى جميع مناطق أجسادهم، يمكن توفير إسفنجة ذات مقبض طويل وقبضة ناعمة. إذا واجه الأطفال صعوبة في الجلوس في الحمام أو الوقوف من أجل الاستحمام، يمكن للمعالج المهني وصف أريكة حمام أو مقعد حمام ليتم تثبيته لمساعدة الطفل على البقاء في وضع غير مؤلم. إذا كان تنظيف الأسنان يعد أمرا صعبا، فقد يُنصح باستخدام فرشاة أسنان ذات قبضة ناعمة أكبر أو فرشاة أسنان كهربائية. بالنسبة للخيط، يمكن توفير جهاز تنظيف الأسنان بمقبض ملائم. يمكن استخدام فرشاة شعر طويلة المقبض من قبل الأطفال الذين يجدون صعوبة في الوصول إلى مؤخرة رأسهم. يمكن تكييف مقابض الحلاقة لتسهيل الإمساك بها، أو استخدام ماكينة حلاقة كهربائية للحلاقة. كما يمكن للمعالج المهني أن يوضح للفتيات الراغبات في استخدام الماكياج، طرق زيادة أحجام مقابض أدوات وضع المكياج لتسهيل الإمساك بها.
بالنسبة للأطفال الذين يعانون من آلام في أيديهم ومعاصمهم، يمكن توفير أدوات وأجهزة خفيفة الوزن بمقابض كبيرة بالإضافة إلى الأجهزة الأخرى (مثل السكاكين ذات الزاوية وأداوت على الحزام وفتّاحات الآنية والزجاجات ومقابض الدوران وملحقات مقابض الباب، إلخ) لجعل المهمة أسهل وأقل إيلاما وأكثر متعة. يمكن استخدام نظارات مائلة للأطفال الذين يعانون من تصلب الرقبة. يمكن توفير التعليم عن عادات الأكل الجيدة التي تساعد في السيطرة على فقدان العظام الناتج عن عدم النشاط والآثار الجانبية للدواء. يقدم المعالجون المهنيون عدد لا يحصى من الاستراتيجيات لمساعدة الأطفال الذين يعانون من التهاب المفاصل اليفعي في أداء مهام الرعاية الذاتية.

### الرفاهية
واحدة من أفضل الطرق التي يمكن أن يساعد بها المعالجون المهنيون أو المعالجون الطبيعيون الأطفال الذين يعانون من التهاب المفاصل اليفعي في الأنشطة مع أصدقائهم تكون من خلال مساعدتهم على تحويل برامج تمارينهم المنزلية إلى لعب. يُوصَف التمارين من قبل كل من المعالجون المهنيون والمعالجون الطبيعيون من أجل زيادة المدى الذي يستطيع فيه الطفل تحريك المفصل وتقوية المفصل لتقليل الألم والتصلب ومنع المزيد من القيود في حركات المفصل. يمكن أن يقدم المعالجون المهنيون للأطفال ألعاب وأنشطة مناسبة للعمر للسماح للأطفال بممارسة تمارينهم أثناء اللعب والتواصل مع الأصدقاء. ومن الأمثلة على ذلك الحرف اليدوية والسباحة والرياضات غير التنافسية.
غالبا ما يصف المعالجون المهنيون تقويم العظام المصنوع خصيصا لدعم وتصحيح وضع الجسم ووظيفته. تحافظ التقويمات على التقليل من عدم الراحة في الساقين والظهر عندما يشارك الأطفال في الأنشطة البدنية مثل الرياضة. يمكن استخدام الجبائر لدعم المفاصل أثناء النشاط، للحد من ألم الأطفال وزيادة المشاركة في الأنشطة الترفيهية المفضلة لديهم. يمكن وصف جبائر الراحة للأطفال أثناء الليل للحد من التورم والتصلب في المفاصل، مما يسمح لهم بألم وتصلب أقل أثناء المشاركة في أنشطة اللعب. علاوة على ذلك، يتم استخدام جبائر العمل لدعم المفصل وتخفيف الألم أثناء العمل باليدين كما هو الحال في الحرف اليدوية. يمكن استخدام سلسلة من القوالب لتمديد العضلات المتقلصة تدريجيًا، مما يسمح بزيادة المشاركة في الأنشطة الترفيهية.
يمكن للمعالجون المهنيون مساعدة الأطفال في تعلم كيفية التفاعل مع زملائهم وأصدقائهم من خلال العصف الذهني بشكل تعاوني، ولعب الأدوار، والنمذجة. كما يساعد المعالجون المهنيون الأطفال على معرفة الأنشطة التي يجيدونها وأيها يمثل لهم صعوبة. علاوة على ذلك يمكن أن يساعد المعالجون المهنيون الأطفال على تعلم التعبير عن آلامهم للآخرين. فوائد العلاج المهني تشمل: تحسين التفاعل الاجتماعي، وتحسين الثقة بالنفس، وصورة ذاتية إيجابية. يمكن أن يساعد المعالجون المهنيون الأطفال على بناء صداقات مع الأطفال الآخرين الذين يعانون من أمراض مشابهة لمساعدتهم على تقليل الشعور بالوحدة وأنهم أقل اختلافًا عن الآخرين. ينظم العديد من المعالجون المهنيون مخيمات صيفية للأطفال المصابين بأمراض مشابهة حتى يتمكن الأطفال من التعرف على الآخرين المصابين بمرضهم. يكون من الشائع دورات التعليم عن التهاب المفاصل اليفعي والترفيه، وأنشطة مثل السباحة والتجديف والمسارات الطبيعية .
بالنسبة للأطفال الذين يجدون أن الطقس البارد أو الرطب يصعب عليهم اللعب مع الأصدقاء في الخارج، يمكن أن يعطي المعالجون المهنيون أفكارًا عن الملابس التي تبقي الطفل دافئا وجافا دون الحد من الحركة. مثال على ذلك هو قفازات ركوب الدراجات الهوائية، التي تسمح للأطفال بتحريك أصابعهم مع الحفاظ على دفء أيديهم، على عكس قفازات الشتاء الكبيرة التي تقيد وظيفة اليد. يمكن للبيجامات الدافئة والبطانيات الكهربائية تقليل الألم وتحسين النوم.

### الإنتاجية
الأطفال الذين يعانون من التهاب المفاصل اليفعي غالبا ما يحتاجون إلى تعديلات على النشاط المدرسي بسبب أعراض المرض. يمكن أن يعمل المعالجون المهنيون مع العائلات والمدارس لتحسين الحضور في المدرسة.يساعد المعالجون الأطفال على النجاح من خلال توفير طرق للمشاركة الكاملة في المدرسة من خلال العمل مع الموظفين، والمشاركة في التخطيط للنشاط وتقييم الحاجة إلى المكوث والتكيف.
يعمل المعالجون المهنيون مع الأطفال والعائلات والمدارس لتطوير استراتيجيات لمساعدة الأطفال على التعامل مع الألم والتصلب والتعب، والذي قد يحد أحيانا من قدرتهم على المشاركة في الأنشطة المتعلقة بالمدرسة. ستسمح الخطة المتوازنة للأطفال بالحصول على ما يكفي من النشاط بحيث لا يتصلبون، ولكن أيضا ما يكفي من الراحة بحيث لا يتعبون. على سبيل المثال، قد يتم وضع خطة مع المعلم حتى يتم السماح للطفل بالوقوف والتمدد أثناء الجلوس لفترات طويلة، أو القيام بأنشطة رياضية معدلة أو أخذ فترات راحة أثناء دروس اللياقة البدنية. من استراتيجيات التعامل الشائعة الأخرى التي يتم تعليمها بواسطة المعالجون المهنيون هي الاستيقاظ مبكرا قبل المدرسة وأخذ حمام ساخن ثم القيام بتمارين لتقليل التصلب والألم خلال اليوم. استخدام حركات الجسم المناسبة أثناء القيام بالأنشطة يساعد على تخفيف الضغط على المفاصل وبالتالي تقليل الألم والتصلب.  يمكن أن يعلم المعالجون المهنيون الأطفال أيضا كيفية استرخاء عضلاتهم.
قد يصف المعالجون المهنيون معدات خاصة للأطفال في المدرسة لجعلها أكثر راحة. المقاعد والكراسي ذات الارتفاع المناسب للأطفال هامة جدا. قد يكون لدى المقعد إمكانية الإمالة في وضع مريح للكتابة. يمكن استخدام الأقلام الرصاص والأقلام الجاف الأكبر حجما وذات القبضة الأنعم، لجعل الكتابة أسهل وأقل إيلاما. قد يُوصَف لوحات مفاتيح خاصة للحفاظ على ذراعي الطفل في وضع يقلل من الضغط على المفاصل عند استخدام الكمبيوتر. يمكن أن يعمل المعالجون المهنيون مع المعلمين لتثقيفهم حول حالة الطفل، والقيود والطرق التي يمكن أن تساعد في جعل المدرسة تجربة إيجابية للطفل. يمكن أن تتضمن التوصيات مجموعتين من الكتب المدرسية، واحدة للمدرسة والأخرى في المنزل، لمنع حمل الكثير من الكتب. قد تشمل التوصيات الإضافية قدر ضئيل من الكتابة والطباعة، والجلوس على كرسي بدلا من الأرضية، ووقت إضافي للتنقل بين الصفوف، ومفتاح المصعد للمدارس التي تحتوي على مصاعد، لكنها تقصرها على الطلاب الذين يعانون من مشاكل صحية، مع تقديم ملاحظة للطلاب، وأخذ وقت إضافي لاستكمال المهام.
مع تحول المراهقين إلى بالغين، يمكن أن يبدأ المعالجون المهنيون العمل معهم فيما يتعلق بخطط التعليم والتوظيف المستقبلية. يمكن أن يساعد المعالجون المهنيون المراهقين في إيجاد طرق لإخبار أصحاب العمل عن مرضهم بطريقة إيجابية. يمكن أن يساعد المعالجون المهنيون المراهقين على فهم حقوقهم كموظفين ذوي إعاقة. يمكن توفير المساعدة في الحصول على تمويل للتعليم ما بعد المرحلة الثانوية. قد يساعد المعالجون المهنيون المراهقين على القيام بالتطوع في المجتمع، لاكتساب الخبرة والثقة بالنفس وفي قدراتهم. من المهم أن يتفهم المراهقون المصابون بالتهاب المفاصل اليفعي كيفية الاعتناء بأنفسهم والتعامل مع مرضهم عند العمل بدوام كامل أو الحضور بالجامعة. يمكن أن يساعد المعالجون المهنيون المراهقين على تطوير استراتيجيات تسمح لهم بالعمل بأقصى قدراتهم من خلال الاعتناء بصحتهم.

## مآل المرض
اعتبارا من عام 1999: مع العلاج المبكر والقوي، تحسن بالفعل بعض الأطفال مع الوقت ويعيشون حياة طبيعية. ومع ذلك، يمكن للحالات الشديدة من التهاب المفاصل اليفعي والتي لا تعالج على الفور أن تصل إلى ضعف النمو وسوء وظيفة المفصل. منذ عام 1980، تم إدخال تحسينات كبيرة في علاج التهاب المفاصل اليفعي ومعظم الأطفال أمكنهم أن يعيشوا حياة كريمة. من أجل تحسين مآل التهاب المفاصل اليفعي، يجب على المرضى تحديد موعد فحص تخطيط صدى القلب الروتيني لتقييم وظيفة القلب. أظهر بحث جديد أن تحديد نوع التهاب المفاصل اليفعي لدى الطفل يمكن أن يساعد في استهداف العلاج ويؤدي إلى نتائج أكثر إيجابية. يمكن لتحديد المؤشرات الحيوية المحددة المتعلقة بكل نوع من التهاب المفاصل اليفعي أن يساعد في تشكيل خطط علاج أكثر تحديدا وتقليل معدلات الخمود.
الأطفال الذين يعانون من التهاب المفاصل اليفعي يكونون أكثر عرضة للأمراض القلبية الوعائية والاكتئاب واضطرابات النوم والقلق والإعياء من الأفراد الأصحاء. توجد أيضا معلومات محدودة تشير إلى أن الأطفال الذين يعانون من التهاب المفاصل اليفعي معرضون بشكل متزايد لخطر الإصابة بالأورام الخبيثة عندما يعالجون بمثبطات عامل نخر الورم. يكون مآل المرض أكثر إيجابية عندما يتم اختبار الجينات لتحديد النوع الفرعي من التهاب المفاصل اليفعي الموجود لدى الطفل. تكون بروتوكولات المعالجة القياسية في وضع محدد بالنسبة لكل نوع فرعي من التهاب المفاصل اليفعي. يكون العلاج أكثر نجاحًا عند استهداف نوع فرعي محدد من التهاب المفاصل اليفعي.

## الانتشار

### البداية
يحدث التهاب المفاصل اليفعي في كلا الجنسين، ولكن مثل الأمراض الروماتيزمية الأخرى، يكون أكثر شيوعا في الإناث. تعتمد بداية ظهور الأعراض في كثير من الأحيان على النوع الفرعي من التهاب المفاصل اليفعي وهو من مرحلة ما قبل المدرسة إلى سنوات المراهقة المبكرة.

### الانتشار
يصيب التهاب المفاصل اليفعي مجهول السبب ما بين 8 و 150 من كل 100000 طفل، اعتمادا على التحليل. من بين هؤلاء الأطفال، 50 ٪ لديهم التهاب مفاصل يفعي قليل المفاصل، و 40 ٪ لديهم التهاب مفاصل يفعي متعدد المفاصل، و 10 ٪ لديهم التهاب المفاصل اليفعي الجهازي. في مجموعة مختارة مسبقا (أطفال تحت سن 16 عام يحتاجون إلى علاج تقويم الأسنان، ارتفع معدل الانتشار إلى واحد من 100 (0.88٪ من أصل 1024 طفل)

## الاصطلاح
تتطور المصطلحات المستخدمة، وكل مصطلح له بعض القيود.
وفقا لبعض المصادر، يستبدل «التهاب المفاصل اليفعي» (JIA) مصطلح التهاب المفاصل الروماتويدي (JRA). ولا تزال مصادر أخرى تستخدم المصطلح الأخير.

يشار إلى التهاب المفاصل اليفعي أحيانا بالتهاب المفاصل المزمن (JCA)،  وهو مصطلح غير دقيق لأن التهاب المفاصل اليفعي لا يشمل جميع أشكال التهاب المفاصل المزمن في مرحلة الطفولة.
غالبية الحالات تكون سالبة العامل الروماتويدي، مما يدفع البعض إلى اعتبار العلامات «المزمنة» أو «المجهولة السبب» أكثر ملاءمة. مع ذلك، إذا تم تحديد السبب، فقد يكون لفظ «مجهول السبب» غير مناسبًا (مما جعل تشخيص التهاب المفاصل اليفعي استبعادي)، وإذا كانت الدورة محدودة ذاتيا، فقد لا يكون لفظ «مزمن» مناسبا بعد الآن.
إضافة إلى الخلط، فإن مصطلح الروماتويدي نفسه يفتقر إلى تعريف ثابت لا لبس فيه.
يستخدم نظام فهرسة المواضيع الطبية «التهاب المفاصل الروماتويدي اليفعي» كمدخل أساسي، ويستخدم «مزمنة» و «مجهول السبب» في الإدخالات البديلة.